# Henriette Hanke
Henriette Wilhelmine Hanke (ur. 24 czerwca 1785 roku w Jaworze, zm. 15 lipca 1862 tamże) – niemiecka pisarka.

## Życiorys
Urodziła się w rodzinie kupca Johanna Jocoba Arndta. Wyszła za mąż za pastora Gottfrieda Heinricha Carla Hanke z Dyhernfurtu (obecnie Brzeg Dolny). Jako jego trzecia żona opiekowała się piątką dzieci z poprzednich małżeństw. Gdy mąż zmarł w 1819 roku wróciła do Jawora i zamieszkała w domu swoich rodziców.
Pisała powieści familijne i dla kobiet. Tłumaczono je na  m.in. na angielski, szwedzki, duński, rosyjski i polski. W 1860 roku wydano w Hanowerze w 64 tomach dzieła zebrane Henrietty. Po śmierci w 1862 roku została pochowana na cmentarzu obok kościoła Pokoju. Obecnie jej grób nie istnieje, gdyż został zniszczony w 1970 roku.

## Wybrane utwory
Niemiecka Biblioteka Cyfrowa udostępnia skany Utworów zebranych Henrietty Hanke. Zostały one zdigitalizowane przez bibliotekę Bawarską (Bayerische Staatsbibliothek)
- 1821: Die Pflegetochter (Przybrana córka)[5]
- 1822: Das Jagdschloß Diana und Wally's Garten. Zwei Erzählungen (Domek myśliwski. Diana i ogród Wally'go. Dwie historie)[6]
- 1822/25: Bilder des Herzens und der Welt (1822–1825) (Obrazy serca i świata)
- 1823: Claudia (Klaudia)[7]
- 1824: Der Christbaum (Choinka)[8]
- 1828: Die Perlen (Perły)[9]
- 1830: Die Schwiegermutter (Teściowa)[10]

## Upamiętnienie
W 1997 roku na ścianie domu przy Rynku 24, w którym mieszkała pisarka umieszczono pamiątkową tablicę. W 2019 roku Muzeum regionalne w Jaworze przygotowało wystawę Kobiety w czasach Henrietty Hanke i Berthy Benz.